# Huttonaea
Huttonaea is een geslacht uit de orchideeënfamilie en de onderfamilie Orchidoideae.
Het geslacht telt vijf soorten, die allen endemisch zijn in Zuid-Afrika.

## Naamgeving en etymologie
- Synoniem: Hallackia Harv. (1863)
- Engels: Fringed Orchids

Het geslacht is genoemd naar Mevr. Henry Hutton (geboren Caroline Atherstone), een Engelse orchideeënverzamelaarster uit Zuid-Afrika, die de typesoort gevonden heeft.

## Kenmerken
Huttonaea zijn terrestrische orchideeën. De kleine, meestal witte bloemen bezitten een diep ingesneden, van franjes voorziene lip, en eveneens diep ingesneden spatelvormige kelkbladen.

## Voorkomen
Alle Huttonaea-soorten zijn zeldzaam. Het zijn planten van grasland en loofbossen, endemisch voor gematigde tot koude streken van oostelijk Zuid-Afrika.

## Taxonomie
Het geslacht telt vijf soorten. De typesoort is Huttonaea pulchra.
- Huttonaea fimbriata (Harv.) Rchb.f. (1867)
- Huttonaea grandiflora (Schltr.) Rolfe (1912)
- Huttonaea oreophila Schltr. (1897)
- Huttonaea pulchra Harv. (1863)
- Huttonaea woodii Schltr. (1906)

Subtribus Brownleeinae · Geslacht: Brownleea 

Subtribus Coryciinae · Geslachten: Ceratandra · Corycium · Disperis · Evotella · Pterygodium 

Subtribus Disinae · Geslachten: Disa · Herschelia · Monadenia · Schizodium

Subtribus Huttonaeinae · Geslacht: Huttonaea 

Subtribus Satyriinae · Geslachten: Pachites · Satyridium · Satyrium